# Highgate metróállomás
A Highgate a londoni metró egyik állomása a 3-as zónában, a Northern line érinti.

## Története
Az állomást 1867. augusztus 22-én adták át a Great Northern Railway részeként. A Northern line 1941. január 19-e óta használja.

## Forgalom
| Járat | Útvonal | Gyakoriság     |
| ----- | --- | -------------- |
|       | High Barnet – Totteridge & Whetstone – Woodside Park – West Finchley – Finchley Central – East Finchley – Highgate – Archway – Tufnell Park – Kentish Town – Camden Town (– tovább Kennington vagy Morden felé) | 2-5 percenként |

## Átszállási kapcsolatok
| Állomás  | Átszállási kapcsolatok  |
| -------- | ----------------------- |
| Highgate | Helyi buszok (Highgate) |

## Fordítás
- Ez a szócikk részben vagy egészben  a   Highgate tube station című angol Wikipédia-szócikk fordításán alapul.  Az eredeti cikk szerkesztőit annak laptörténete sorolja fel. Ez a jelzés csupán a megfogalmazás eredetét és a szerzői jogokat jelzi, nem szolgál a cikkben szereplő információk forrásmegjelöléseként.